# Männer aus der Geschichte Berlins
In den Jahren 1952 und 1957 brachte die Deutsche Post in Berlin eine zweigeteilte Briefmarkenserie zu Ehren bedeutender Männer aus der Geschichte Berlins heraus. 1952 noch unter der Bezeichnung „Deutsche Post Berlin“, 1957 unter „Deutsche Bundespost Berlin“. Dieser Schriftzug wurde seit Mitte 1955 verwendet und bis Ende 1990 beibehalten.

## Liste der Ausgaben und Motive
Legende
- Bild: Eine bearbeitete Abbildung der genannten Marke. Das Verhältnis der Größe der Briefmarken zueinander ist in diesem Artikel annähernd maßstabsgerecht dargestellt. Sollten keine Marken abgebildet sein, liegt es daran, dass das Urheberrecht des Künstlers noch nicht erloschen ist.
- Beschreibung: Eine Kurzbeschreibung des Motivs und/oder des Ausgabegrundes. Bei ausgegebenen Serien oder Blocks werden die zusammengehörigen Beschreibungen mit einer Markierung versehen eingerückt.
- Wert: Der Frankaturwert der einzelnen Marke in Pfennig. Ein „+“ bedeutet, dass es sich um eine Zuschlagsmarke handelt (= Frankaturwert + Spende).
- Ausgabedatum: Das Datum des erstmaligen Verkaufs dieser Briefmarke.
- Gültig bis: Das Datum, an dem die Gültigkeit endete.
- Auflage: Soweit bekannt, wird hier die zum Verkauf angebotene Anzahl dieser Ausgabe angegeben.
- Entwurf: Soweit bekannt, wird hier angegeben, von wem der Entwurf dieser Marke stammt.
- Mi.-Nr.: Diese Briefmarke wird im Michel-Katalog unter der entsprechenden Nummer gelistet.

| Männer aus der Geschichte Berlins | |       |                    |                   |            |                                      |         |
| Bild                              | Beschreibung | Wert  | Ausgabe- datum     | gültig bis        | Auflage    | Entwurf                              | Mi.-Nr. |
|                                   | Carl Friedrich Zelter (1758–1832) Musiker, Professor, Musikpädagoge, Komponist und Dirigent                                   | 4     | 22. November 1952  | 31. Dezember 1955 | 18.000.000 | Goldammer                            | 91      |
|                                   | Otto Lilienthal (1848–1896) Pionier der Flugzeug-Entwicklung                                                                  | 5     | 24. Januar 1953    | 31. Dezember 1955 | 5.000.000  | Goldammer                            | 92      |
|                                   | Walther Rathenau (1867–1922) Industrieller, Schriftsteller und Politiker (Reichsaußenminister)                                | 6     | 24. Juni 1953      | 31. Dezember 1955 | 1.000.000  | Goldammer                            | 93      |
|                                   | Theodor Fontane (1819–1898) deutscher Schriftsteller, Apotheker, Vertreter des poetischen Realismus                           | 8     | 7. März 1953       | 31. Dezember 1955 | 5.000.000  | Goldammer                            | 94      |
|                                   | Adolph Menzel (1815–1905) Maler, Zeichner und Illustrator. Realist                                                            | 10    | 23. Dezember 1952  | 31. Dezember 1955 | 8.000.000  | Goldammer                            | 95      |
|                                   | Rudolf Virchow (1821–1902) Arzt an der Berliner Charité, gilt als Gründer der modernen Pathologie, Politiker                  | 15    | 24. Januar 1953    | 31. Dezember 1955 | 5.000.000  | Goldammer                            | 96      |
|                                   | Werner von Siemens (1816–1892) Erfinder, Industrieller, Begründer der Elektrotechnik                                          | 20    | 12. Oktober 1952   | 31. Dezember 1955 | 7.000.000  | Goldammer                            | 97      |
|                                   | Karl Friedrich Schinkel (1781–1841) preußischer Architekt, Baumeister, Stadtplaner und Maler                                  | 25    | 27. Mai 1953       | 31. Dezember 1955 | 5.000.000  | Goldammer                            | 98      |
|                                   | Max Planck (1858–1947) Physiker und Nobelpreisträger (1918), Begründer der Quantenphysik                                      | 30    | 24. Januar 1953    | 31. Dezember 1955 | 5.000.000  | Goldammer                            | 99      |
|                                   | Wilhelm von Humboldt (1767–1835) Gelehrter, Staatsmann und Mitbegründer der Universität Berlin                                | 40    | 2. Mai 1953        | 31. Dezember 1955 | 5.000.000  | Goldammer                            | 100     |
|                                   | Theodor Mommsen (1817–1903) Historiker und Altertumswissenschaftler, Literaturnobelpreis 1902                                 | 7     | 24. Oktober 1958   | 30. Juni 1960     | 5.000.000  | Degner                               | 163     |
|                                   | Heinrich Zille (1858–1929) Grafiker, Lithograf, Maler, Zeichner und Fotograf                                                  | 8     | 10. Januar 1958    | 30. Juni 1960     | 2.000.000  | Degner                               | 164     |
|                                   | Ernst Reuter (1889–1953) Sozialdemokrat, 1948 bis 1953 Regierender Bürgermeister von Berlin                                   | 10    | 29. September 1958 | 30. Juni 1960     | 2.300.000  | Degner                               | 165     |
|                                   | Fritz Haber (1868–1934) Chemiker Chemienobelpreis 1918                                                                        | 15    | 30. September 1957 | 30. Juni 1960     | 2.000.000  | Degner                               | 166     |
|                                   | Friedrich Schleiermacher (1768–1834) protestantischer Theologe, Philosoph und Pädagoge                                        | 20    | 5. Dezember 1958   | 30. Juni 1960     | 6.000.000  | Kunstwerkstätten der Bundesdruckerei | 167     |
|                                   | Ludwig Heck (1860–1951) Biologe und Zoodirektor in Berlin die einzige Zuschlagmarke in diesem Satz                            | 20+10 | 7. September 1957  | 30. Juni 1960     | 2.000.000  | Degner                               | 168     |
|                                   | Max Reinhardt (1873–1943) Theaterregisseur und Intendant                                                                      | 25    | 28. September 1957 | 30. Juni 1960     | 2.000.000  | Degner                               | 169     |
|                                   | Friedrich Carl von Savigny (1779–1861) deutscher Rechtsgelehrter und Kronsyndikus                                             | 30    | 24. Oktober 1958   | 30. Juni 1960     | 2.000.000  | Degner                               | 170     |
|                                   | Alexander von Humboldt (1769–1859) Naturforscher von Weltgeltung und Mitbegründer der Geographie als empirischer Wissenschaft | 40    | 6. Mai 1959        | 31. Dezember 1960 | 4.000.000  | Degner                               | 171     |
|                                   | Christian Daniel Rauch (1777–1857) bedeutender und erfolgreicher Bildhauer des deutschen Klassizismus                         | 50    | 3. Dezember 1957   | 30. Juni 1960     | 2.000.000  | Degner                               | 172     |